# Palaeostoma
Palaeostoma is een geslacht van zee-egels, en het typegeslacht van de familie Palaeostomatidae.

## Soorten
- Palaeostoma mirabile (Gray, 1851)